# Darmoděj a další
Darmoděj a další — студийный альбом чешского исполнителя Яромира Ногавицы, вышедший в 1995 году.

## Об альбоме
Ногавица решил не переиздавать свой первый долгоиграющий альбом Darmoděj (1988) на CD, а вместо этого записать те же песни в студии. Альбом был записан в студии Карела Плихала в мае 1995 г. Список композиций все же отличается от альбома 1988 г. отсутствием трех песен («Ahoj slunko», «Husita» и «Ukolébavka pro Kubu a Lenku»), однако включает в себя другие песни 80-х годов, которые в своё время не попали на диск Darmoděj.
Диск вышел с буклетом, оформленным также как и внутренний конверт альбома Darmoděj. Обложка диска в свою очередь повторяет обложку записи 1988 г.

## Список композиций
1. «Heřmánkové štěstí» — 3:50
2. «Darmoděj» — 4:05
3. «Mladičká básnířka» — 2:33
4. «Robinson» — 2:48
5. «Zatímco se koupeš» — 2:30
6. «Svátky slunovratu» — 4:06
7. «Přítel» — 3:33
8. «Na dvoře divadla» — 1:48
9. «Zítra ráno v pět» — 2:49
10. «Kometa» — 3:16
11. «Bláznivá Markéta» — 1:59
12. «Dokud se zpívá» — 2:44
13. «Krajina po bitvě» — 4:18
14. «Možná že se mýlím» — 3:41
15. «Myš» — 2:27